# My Hero (serie televisiva 2000)
My Hero è una sitcom televisiva britannica, creata da Paul Mendelson e prodotta per la BBC tra il 2000 e il 2006.

## Trama
Thermoman è un supereroe  dotato di molteplici poteri originario del pianeta Ultron. Nel tentativo di fare del suo meglio per adattarsi  alla vita sulla terra, crea lo pseudonimo di George Sunday.

## Episodi
| Stagioni         | Episodi | Prima TV originale | Prima TV italiana |
| ---------------- | ------- | ------------------ | ----------------- |
| Prima stagione   | 7       | 2000               | inedita           |
| Seconda stagione | 6       | 2001               | inedita           |
| Terza stagione   | 10      | 2002               | inedita           |
| Quarta stagione  | 10      | 2003               | inedita           |
| Quinta stagione  | 10      | 2005               | indenita          |
| Sesta stagione   | 8       | 2006               | inedita           |